# Degradacija okolja
Degradacija oziroma razvrednotenje okolja je slabšanje oziroma zmanjšanje ekološke vrednosti okolja zaradi različnih škodljivih sprememb. Te spremembe so lahko biološke, fizikalne ali kemične.
Degradacijo okolja v veliki meri povzroča predvsem človek s svojimi nevarnimi posegi v okolje oziroma poizkusi. Posledice degradacije okolja se kažejo predvsem v delovanju ekosistema, saj velikokrat prihaja do najrazličnejših motenj. Najpogosteje so to motnje v procesu kroženja elementov, motnja pretoka energije ter motnja samoregulacijskih sposobnosti v ekosistemu.
Degradacija okolja pa zavzema tudi degradacijo ozračja, tal in voda.

## Degradacija ozračja
Vzroki za degradacijo ozračja so spremembe razmerja njegovih naravnih sestavin, vsebnost strupenih primesi in zaprašitev.

## Degradacija tal
Degradacijo tal zaznamujejo motnje toplotnih in vodnih razmer, poslabšanje rodovitnosti prsti zaradi sprememb v njeni zgradbi, spremembe pH zemlje ter spremembe v sestavi favne in mikroflore prsti.

## Degradacija voda
Degradacijo voda pa zaznamujejo sprememba sestave in količine mineralnih soli, organskih sestavin in plinov ter sprememba temperature.